# Basilika St. Martin (Lüttich)

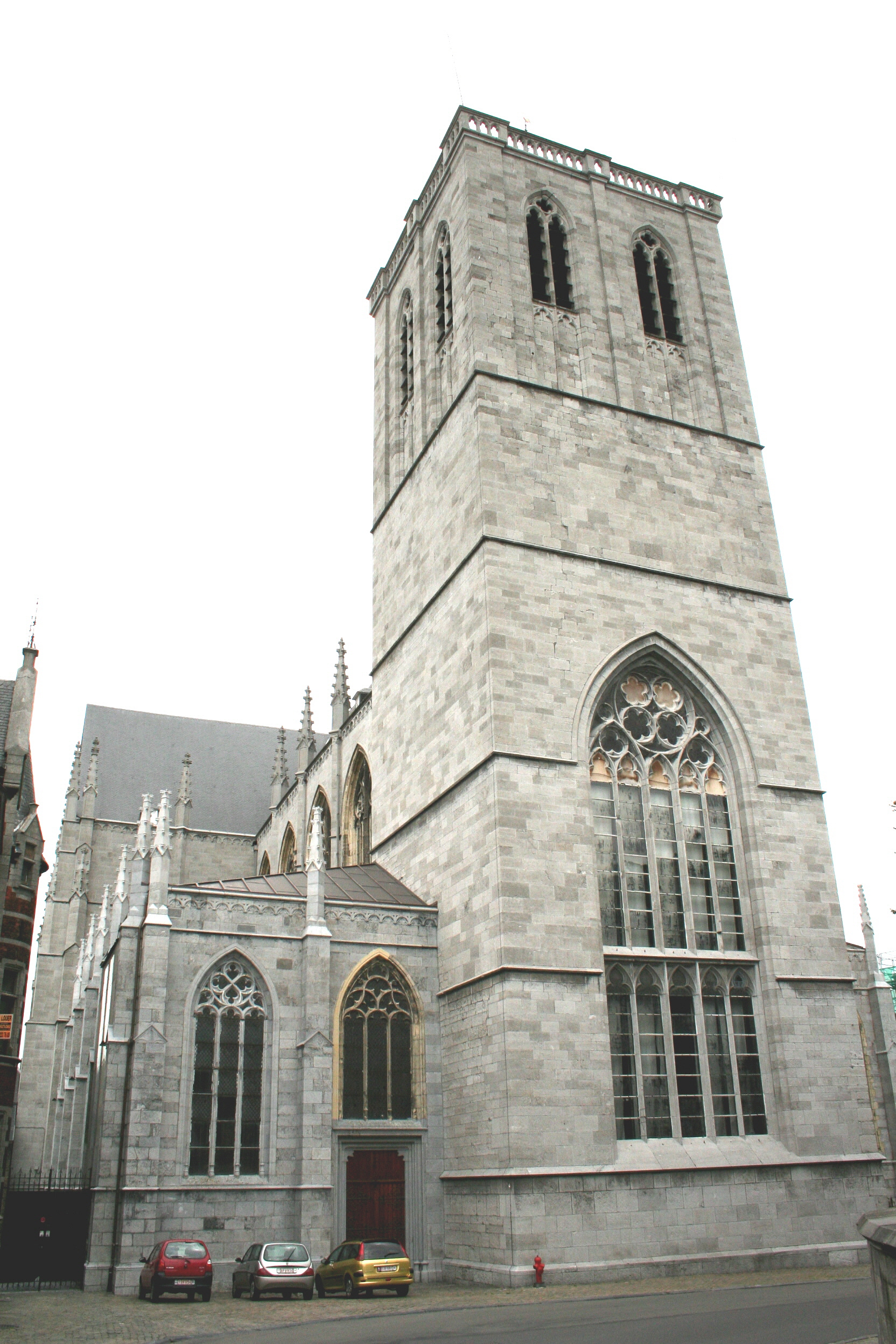
Turmseitige Ansicht

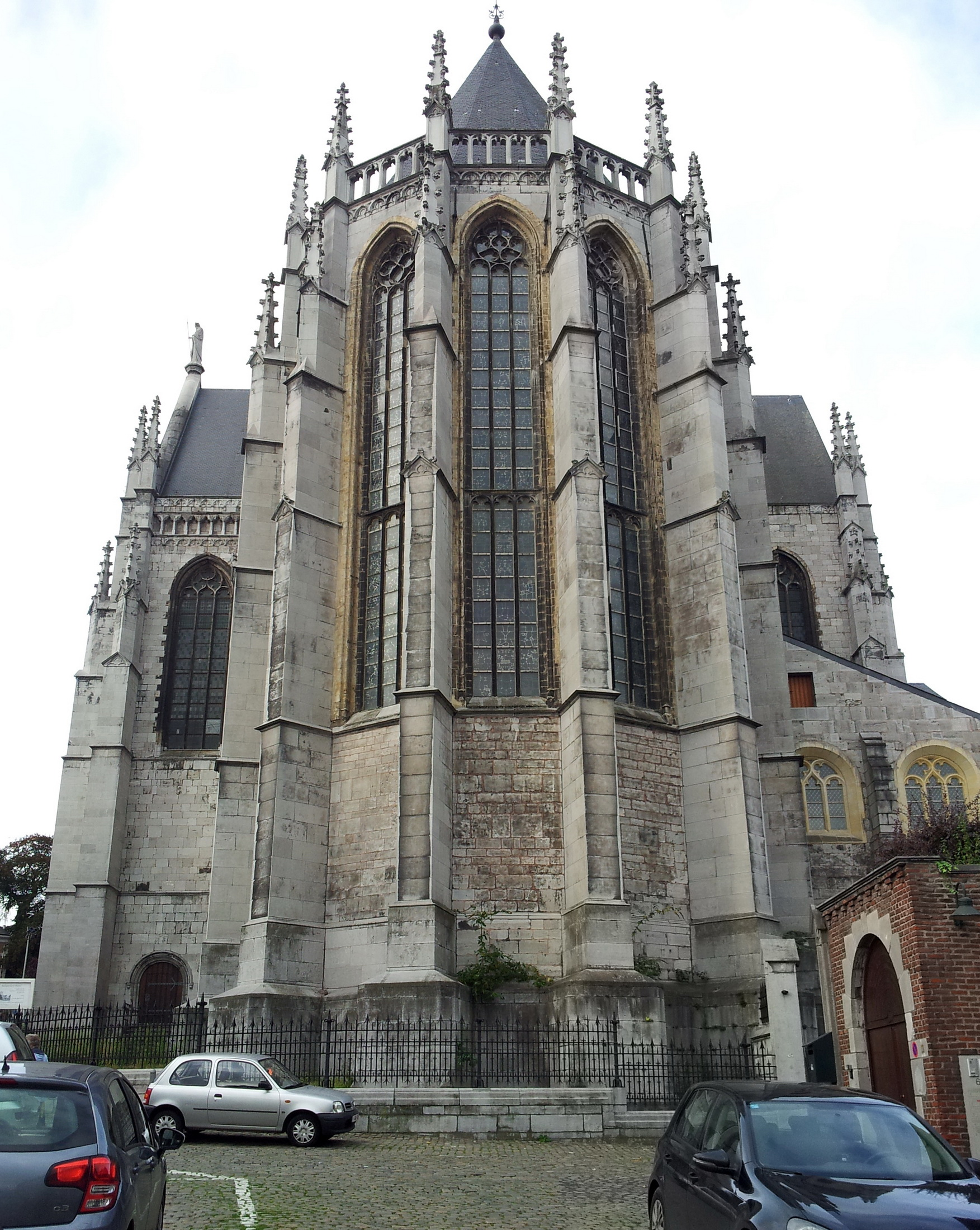
Ansicht von Osten

Die Basilika St. Martin (französisch Basilique Saint-Martin) ist eine römisch-katholische Kirche in Lüttich in Belgien. Die zum Bistum Lüttich gehörende Kollegiatkirche wurde 1795 zur Pfarrkirche und ist dem heiligen Martin von Tours gewidmet. Sie erhielt wegen ihrer Bedeutung als Wallfahrtskirche zum Allerheiligsten Sakrament durch das Schreiben von Papst Leo XIII. 9. Mai 1886 den Rang einer Basilica minor, seit 1936 ist sie als Baudenkmal geschützt.

## Frühromanische Kirche
Am 2. Juni 965 legte Ebrachar, Bischof von Lüttich, auf dem Hügel Publémont den Grundstein zum Bau der romanischen Kirche, die die neue Kathedrale von Lüttich sein sollte. Als Schutzpatrone waren die Jungfrau Maria und der heilige Lambert von Lüttich vorgesehen. Aber sein Nachfolger Notger beschloss, die Kirche St. Martin zu widmen und machte sie zum Sitz eines Kollegiatstifts.
In dieser Kirche wurde 1247 zum ersten Mal durch Bischof Robert de Turotte das Fest Fronleichnam gefeiert. Nach Visionen von Juliana von Lüttich zur Eucharistie gelangte sie zur Überzeugung, dass der Kirche ein Fest zur besonderen Verehrung des Altarsakramentes fehle. Auf die Anregung Julianas hin setzte Papst Urban IV., ehemaliger Archidiakon von Lüttich, 1264 das Fronleichnamsfest für die ganze Kirche ein. Im Laufe der Jahrhunderte gewann der eucharistische Kult im Kollegiatstift an Bedeutung, was sich vor allem in der Gründung der Bruderschaft des Allerheiligsten Sakraments und dem Bau einer Sakramentskapelle zeigte.
Im Jahre 1312, in der Nacht vom 3. auf den 4. August, setzte das Volk, unterstützt durch das Domkapitel, die Stiftskirche von St. Martin in Brand, in der mehrere Dutzend Adlige Zuflucht gesucht hatten und im Feuer umgekommen sollten. Das Ereignis ist als St.-Martins-Katastrophe bekannt.

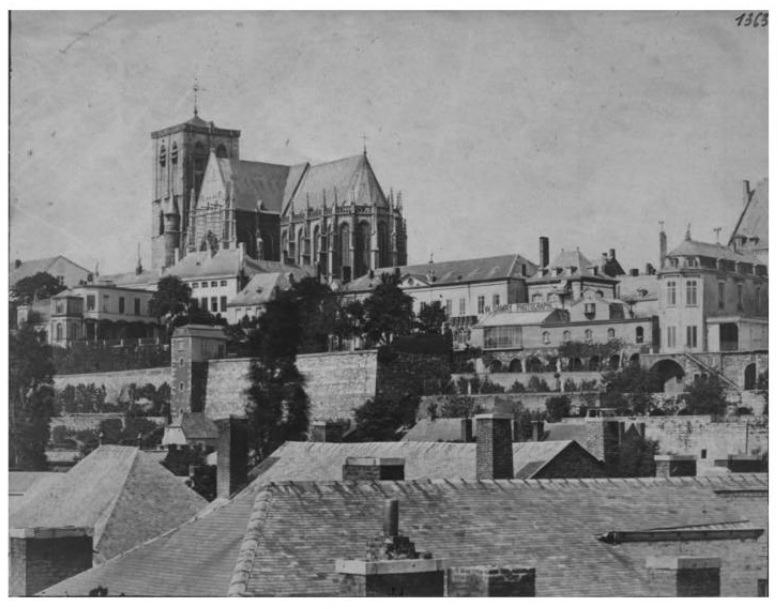
St. Martin auf einer Fotografie (um 1880) von Walter Damry (1833–1917)

## Heutige Kirche

### Architektur
Das gotische Gebäude wurde unter der Regierung des Fürstbischofs Erhard von der Mark im Zeitraum 1506 bis 1542 erbaut. Die St.-Martins-Basilika ist eine spätgotische, dreischiffige Kreuzbasilika. Entsprechend seiner ursprünglichen Funktion als Stiftskirche nimmt der Chorraum ein Drittel der Gesamtlänge ein. Er hat ein Sterngewölbe von Arnold van Mulken, dem Erbauer des Fürstbischöflichen Palais in Lüttich. Im 19. Jahrhundert wurde dieses Gewölbe neu gestrichen. Der quadratische Kirchturm enthält noch Teile älterer Bauphasen. Die Kirche in Backstein errichtet, der mit Naturstein verblendet wurde. Die Kirche hat eine Krypta, auf der sich die Sakristei mit zwei Räumen befindet.

### Ausstattung

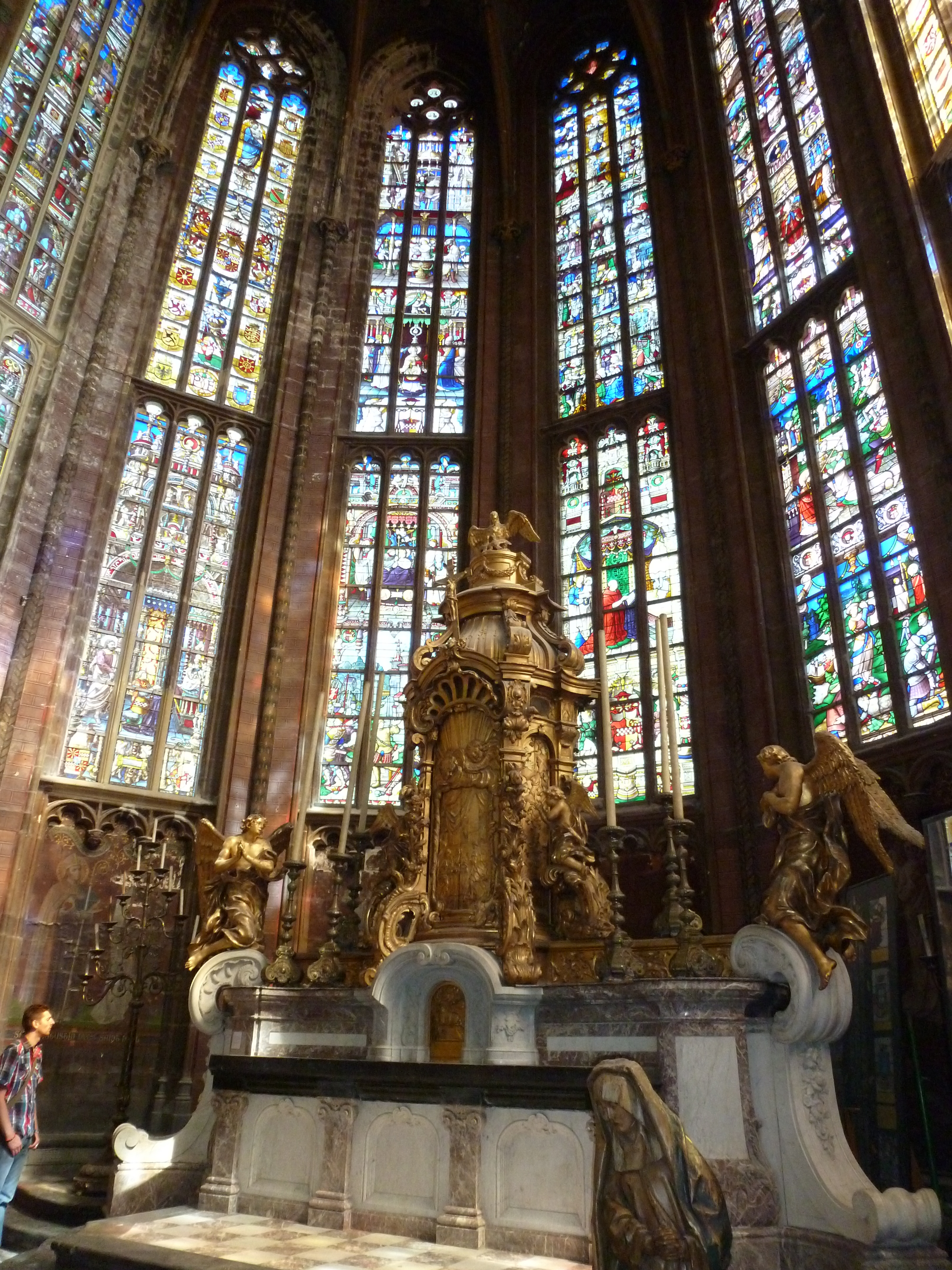
Hochaltar vor den Chorfenstern

Die Kirchenausstattung spiegelt die lange Geschichte wider. Die Wandgemälde stammen von Adolphe Tassin aus den Jahren 1902 bis 1907. Die fünf Buntglasfenster im Chor stammen aus dem 16. Jahrhundert und gehören zur Renaissance. Die anderen Buntglasfenster sind meist neugotisch aus der Hand des ursprünglich deutschen Glaskünstlers Joseph Osterrath. Auf der Rückseite der Kirche befindet sich eine gotische Orgelbühne.
In der Krypta befindet sich ein Grabdenkmal aus schwarzem Marmor des Propstes Conrad de Gavre, der 1602 starb. Die Kapelle des Allerheiligsten Sakraments ist mit Medaillons von Jean Del Cour geschmückt, dessen Grab sich ebenfalls in der Kirche befindet. Der barocke Hauptaltar stammt aus dem 18. Jahrhundert. Die übrige Skulpturen in der Kirche stammen aus dem 15. bis 19. Jahrhundert. Bemerkenswert sind eine Madonna mit Kind und eine Statue des Heiligen Martin von Tours vom Lütticher Bildhauer Jacques Vivroux. Die Ausstattung umfasst auch acht Gemälde des Lütticher Malers Englebert Fisen. In der Basilika stehen Grabsteine aus dem 15. und 16. Jahrhundert.
In der Kirche befindet sich das Grab der seligen Eva von Lüttich.